# Consell d'ancians

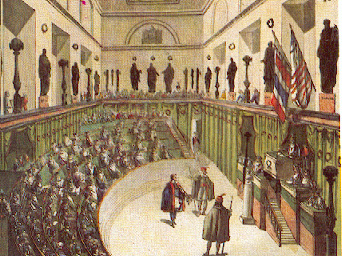
Interior de la sala del Consell d'Ancians, segons una il·lustració conservada a la Biblioteca Nacional de França.

El Consell d'ancians (en francès “Conseil des Anciens”) era una assemblea legislativa francesa que, al costat del Consell dels Cinc-cents, va ser instituïda per la Constitució de l'any III, adoptada per la Convenció termidoriana a l'agost de 1795 i efectiva a partir del 23 de setembre de 1795. Tenia com a funció ocupar-se de les coses més que de les persones. Elegia als membres del Directori i compartia el poder legislatiu amb el Consell de Cinc-cents, les lleis aprovava o rebutjava. Estava format per dos-cents cinquanta membres, que es renovaven per terços cada any. Havien de tenir una edat mínima de quaranta anys, estar casats o vidus i portar domiciliats almenys quinze anys en la República.
Es reunia en el Palau de les Teuleries, fins que el 1799 es van traslladar les seves assemblees al Palau de Saint-Cloud. Això va facilitar el cop d'estat del 18 de brumari per part de Napoleó, després del qual el Consell d'Ancians va ser suprimit.